# 高志輝
高志輝（1960年1月2日—），香港保險從業員、2016年立法會選舉新界西直選候選人，組織香港政研會公關總監。
他和鄧德成合組的名單在2016年香港立法會選舉新界西直選得604票落選。

## 政治主張
高志輝反對港獨、暴動和拉布，也不支持網絡媒體採訪權及學生媒體採訪。